# Anahita punctata
Anahita punctata är en spindelart som först beskrevs av Tord Tamerlan Teodor Thorell 1890.  Anahita punctata ingår i släktet Anahita och familjen Ctenidae. Inga underarter finns listade i Catalogue of Life.